# Mai
Pour les articles homonymes, voir mai (homonymie).
avril juin
Mai est le cinquième mois des calendriers grégorien et julien. Ce mois dure 31 jours. Il est le troisième mois du printemps météorologique dans l'hémisphère nord, alors qu'il est associé à l'automne dans l'hémisphère sud, mais aussi le premier mois estival (hivernal dans l'hémisphère austral).
À l’origine, c’était le troisième mois du calendrier romain.

## Origine du nom
Le nom vient du latin maius (le mois de mai), en référence à la divinité italique Maia.

## Historique

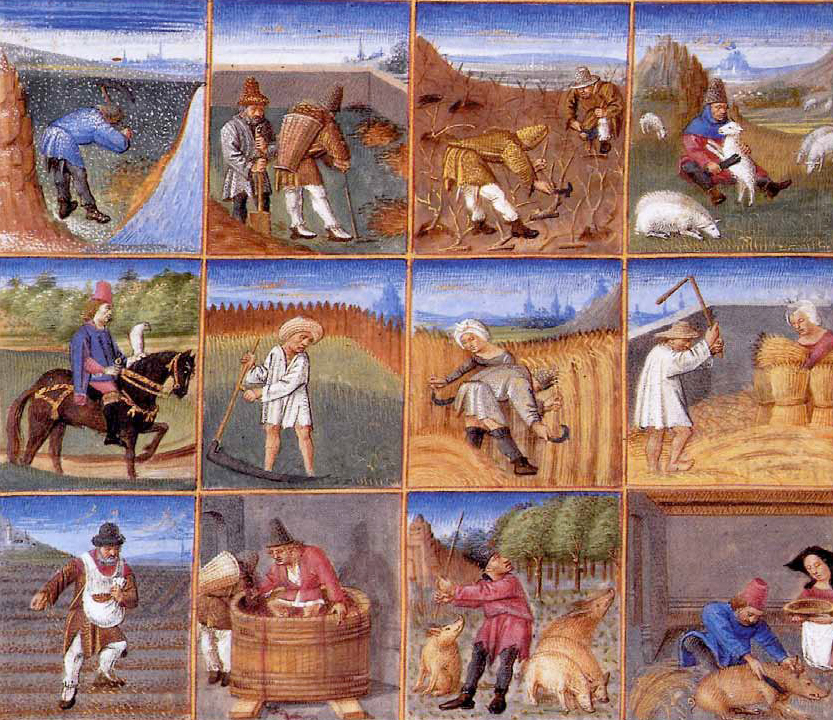
Dans le Ruralium commodorum opus de Pierre de Crescent, premier traité d’agriculture écrit depuis l’Antiquité, le mois de mai est symbolisé par la chasse au faucon.

À l’origine dans le calendrier romain dit romuléen qui comprend dix mois, le mois de mai (en latin maius) est le troisième mois de l'année. Les Romains ayant pris l'habitude de personnifier et de déifier tous les faits qu'ils ont du mal à expliquer, ils rangent d'un côté les « bons » dieux, et de l'autre les « mauvais » dieux, et prennent soin de se mettre sous la protection des premiers, pour se préserver des seconds . Ainsi dans ce calendrier romain, seuls les quatre premiers mois de l'année portent (ou se rapportent) à des dieux protecteurs, dont trois sont en réalité des déesses : Martius (mois de mars) consacré au dieu romain Mars, Aprilis (mois d'avril) consacré à Aphrodite, Maius (mois de mai)  en l'honneur de Maia, Iunius (mois de juin) en l'honneur de Junon. Les autres mois ne sont désignés que par le chiffre qui les place et qui permet de les distinguer dans le cours de l'année. Dans ce contexte, mars est le premier mois de l’année romaine pour honorer le fondateur de Rome Romulus dont le père était le dieu Mars mais également pour honorer le dieu agricole et guerrier : cette divinité romaine préside au printemps, au retour des beaux jours favorables à l'agriculture, et inaugure dans le calendrier la nouvelle année qui met un terme à la trêve militaire traditionnelle ouverte d'octobre à la fin février. Janvier devient le premier mois du calendrier soit sous Numa Pompilius, soit sous les decemviri vers 450 av. J.-C. Cependant, les années romaines sont identifiées par deux consuls, qui prennent leurs fonctions le 1er mai et le 15 mars avant 153 av. J.-C., puis le 1er janvier après cette date.
C'est Romulus qui aurait donné ce nom en l’honneur des sénateurs appelés maiores.
Au Moyen Âge, les pays de la chrétienté utilisent le calendrier julien et commencent la numérotation de l'année à une fête religieuse importante, le 25 décembre (style de la Nativité de Jésus), le 25 mars (style florentin ou style de l'Annonciation), voire à Pâques (style de Pâques) comme dans certaines régions françaises. Cependant, les calendriers médiévaux continuent à afficher les années selon la coutume romaine, en douze colonnes allant de janvier à décembre. À cette époque, les scribes traduisent parfois l'appellation « Maius mensis » (mois de Maia) par « Madona mensis » (mois de la Madone), d'où l'appellation du « mois de Marie » donnée au mois de mai .

En France, janvier s'impose comme le 1er mois lorsque le roi Charles IX décide, par l’Édit de Roussillon en 1564, que l’année débuterait désormais le 1er janvier. Le pape Grégoire XIII étend cette mesure à l'ensemble de la chrétienté avec l'adoption du calendrier grégorien en 1582.

## Traditions
D’un point de vue mythologique, mai est, le mois des fêtes en l’honneur de la végétation, des fleurs, des sources et de l’eau. Dans certaines traditions, c'est le mois du retour des morts et des ancêtres mythiques.
Dans la tradition des Romains, le mois de mai était celui de Maia, déesse de la fécondité.
Dans le monde celtique, la date du 1er mai est celle de la fête de Beltaine, la grande fête celtique du dieu Bel, correspondant au dieu gaulois Belenos. C’est une fête du feu.
Chez les catholiques et selon une tradition d'origine médiévale, mai est mois de Marie. Il commence avec la fête de saint Joseph l'artisan, le 1er mai, et se termine par la célébration de la Visitation de la Vierge Marie à sa cousine Élisabeth. Les apparitions de Fatima ont eu lieu au mois de mai. Mai est aussi, traditionnellement, le mois des communions (première communion et communion solennelle).
Le mois de mai est également celui des arbres de mai, festivité fréquente en Europe occidentale et les pays nordiques, connue sous le nom de Meyboom, Maypole, Maibaum, Maggiolata, etc. Le cœur de ces rites est la plantation d'un arbre (ou d'un mat qui le représente), qui actualise l’acte primordial de la régénération.
Mai est aussi le mois de la déesse des forces de la nuit, Lilith, célébrée pendant les floralies.

## Fêtes notables

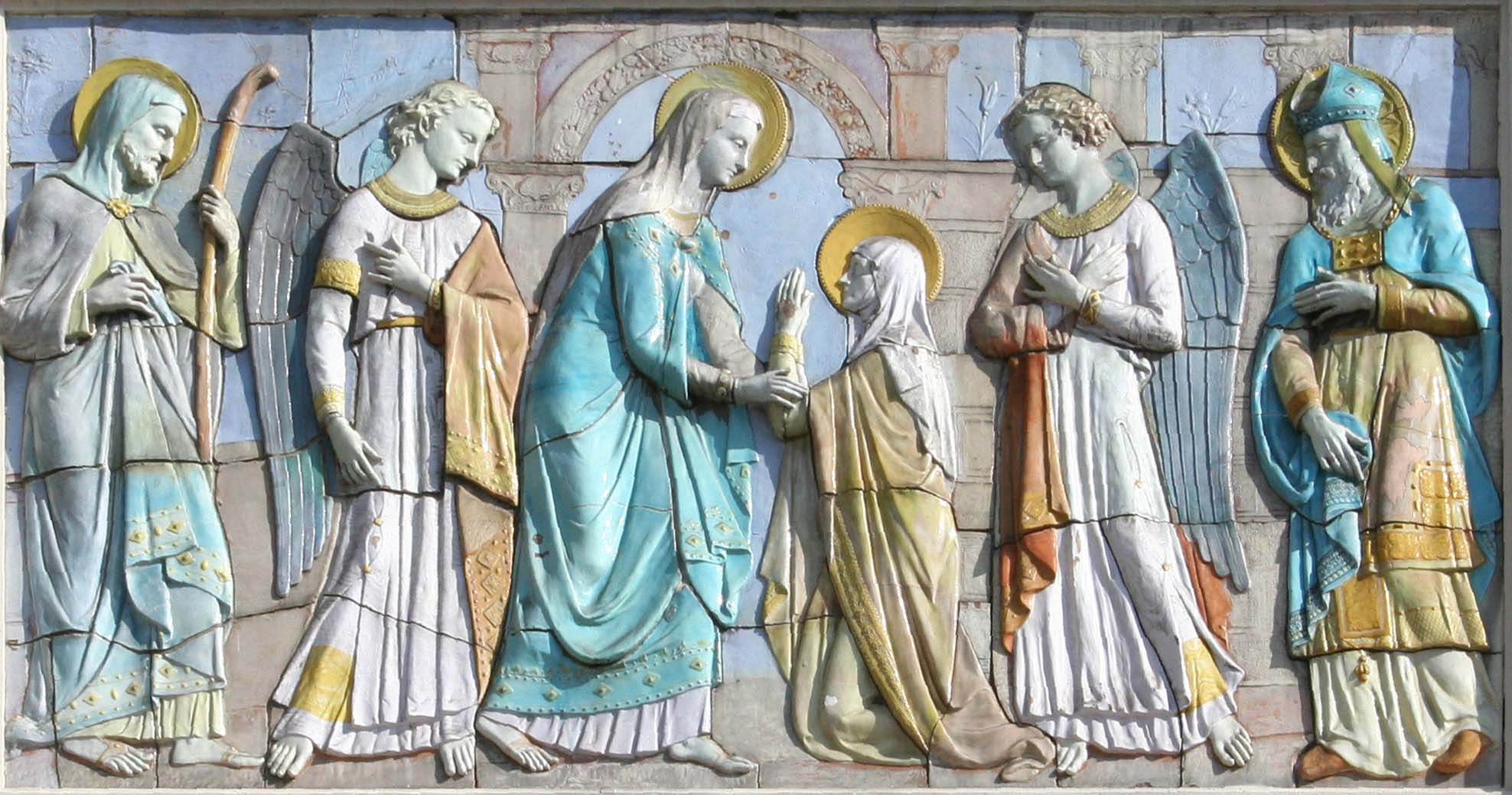
Visitation de la Vierge Marie

Le 1er mai, la Fête internationale du Travail est célébrée presque partout dans le monde avec les exceptions notables du Canada et des États-Unis où cette fête est plutôt célébrée le premier lundi de septembre. Le 1er mai est également la fête de saint Joseph l'artisan.
Pour les Occidentaux, le 31 mai est la fête de la Visitation de la Vierge Marie.

## Dictons
Ces dictons traditionnels, parfois discutables, ne traduisent une réalité que pour les pays tempérés de l'hémisphère nord :
- « Au mois de mai, manteau jeté. »
- « En avril, ne te découvre pas d’un fil ; en mai, fais ce qu'il te plaît. »[17]
- « Femme de mai plaît toujours. »
- « Mai froid n’enrichit. »
- « Mai pluvieux marie le laboureur et sa fille. »
- « Mai pluvieux, laboureur joyeux. »
- « Mariages de mai ne fleurissent jamais. »
- « Pendant le joli mois de mai, couvre-toi plus que jamais. »[18]
- « Si le dicton dit vrai, méchante femme s'épouse en mai. »
- « Mai, mois fleuri, mois béni. »
- « Mai, mois de fleurs, mois de pleurs. »
- « Le mariage du mai ne se dure jamais. »
- « Fais provision de confiture en mai et août »[19].

## Mai et la météorologie
Dans la plupart des régions tempérées de l'hémisphère nord, le mois de Mai marque généralement une rupture nette avec les températures de l'hiver. Les gelées disparaissent. Les premières chaleurs du pré-été surviennent. L'ensoleillement augmente sensiblement. Les premiers orages peuvent éclater.